# Wayne Stephenson
Wayne Frederick Stephenson, född 29 januari 1945 i Fort William i Ontario, död 22 juni 2010 i Madison i Wisconsin, var en kanadensisk ishockeyspelare.
Stephenson blev olympisk bronsmedaljör i ishockey vid vinterspelen 1968 i Grenoble.
Spelade 1971–1981 i tre NHL-lag, St. Louis Blues, Philadelphia Flyers och Washington Capitals. Uttagen i All Stat matchen 1977. 